# Peperomia porriginifera
Peperomia porriginifera är en pepparväxtart som beskrevs av Trel. & Yunck.. Peperomia porriginifera ingår i släktet peperomior, och familjen pepparväxter. Inga underarter finns listade i Catalogue of Life.